# Métro léger d'Antalya
Le métro léger d'Antalya est le réseau de métros légers de la ville d'Antalya, en Turquie. Ouvert en 2009, il comporte une unique ligne, longue de 11,1 km et comportant 16 stations, dont deux souterraines.